# Sapowedniki
Sapowedniki (russisch Заповедники, deutsch Lucknojen, 1938–1945 Neuenrode, litauisch Luknojai) ist ein Ort in der russischen Oblast Kaliningrad. Er gehört zur kommunalen Selbstverwaltungseinheit Stadtkreis Polessk im Rajon Polessk.

## Geographische Lage
Der kleine Ort Sapowedniki zwölf Kilometer östlich der Kreisstadt Polessk (Labiau) und ist über die Kommunalstraße 27K-252 von Lomonossowka (Meyerhof) nach Bogatowo (Szargillen/Eichenrode) zu erreichen. Die nächste Bahnstation ist Bogatowo an der Bahnstrecke Kaliningrad–Sowetsk (Königsberg–Tilsit).

## Geschichte
Das einst Lucknojen genannte Dorf wurde im Jahre 1874 dem neu errichteten Amtsbezirk Pfeil zugeordnet. Er gehörte zum Kreis Labiau im Regierungsbezirk Königsberg der preußischen Provinz Ostpreußen. Am 1. Dezember 1935 wurde Lucknojen vom Amtsbezirk Pfeil in den Amtsbezirk Laukischken (russisch: Saranskoje) umgegliedert, der ebenfalls zum Kreis Labiau gehörte. Am 3. Juni 1938 wurde der Ort in Neuenrode umbenannt.
In Kriegsfolge kam Neuenrode 1945 mit dem nördlichen Ostpreußen zur Sowjetunion. Im Jahr 1947 erhielt der Ort (als Lucknojen) die russische Bezeichnung Sapowedniki und wurde gleichzeitig dem Dorfsowjet Iljitschowski selski Sowet im Rajon Polessk zugeordnet. Später gelangte der Ort in den Saranski selski Sowet. Von 2008 bis 2016 gehörte Sapowedniki zur Landgemeinde Saranskoje selskoje posselenije und seither zum Stadtkreis Polessk.

### Einwohnerentwicklung
| Jahr | Einwohner |
| ---- | --------- |
| 1910 | 220       |
| 1933 | 192       |
| 1939 | 182       |
| 2002 | 32        |
| 2010 | 27        |

## Kirche
Vor 1945 war die Bevölkerung von Lucknojen resp. Neuenrode fast ausnahmslos evangelischer Konfession. Der Ort war in das Kirchspiel der Kirche Laukischken eingepfarrt und gehörte so zum Kirchenkreis Labiau in der Kirchenprovinz Ostpreußen der Kirche der Altpreußischen Union. Heute liegt Sapowedniki im Einzugsbereich der in den 1990er Jahren neu entstandenen evangelisch-lutherischen Gemeinde in Lomonossowka (Permauern, 1938–1946 Mauern), einer Filialgemeinde der Auferstehungskirche in Kaliningrad (Königsberg) in der Propstei Kaliningrad der Evangelisch-lutherischen Kirche Europäisches Russland.